# Canhangulo
Canhangulo é uma espécie de espingarda de fabricação caseira, muito utilizada durante a Guerra Civil Angolana.
Era carregada pela boca. Às vezes eram utilizados tubos de ferro, do tipo usado para canalização. A arma não tinha coronha, sendo segurada por uma mão, e acionada pela pancada de uma pedra que era segurada pela outra mão.
Os canhangulos eram carregados com metralha constituída por pedaços de ferro, pregos e materiais semelhantes. Assim, o seu alcance efetivo e poder de penetração era reduzido, mas um disparo contra uma tropa reunida ou uma viatura aberta era capaz de ferir muitas vítimas.